# Christian August Anker

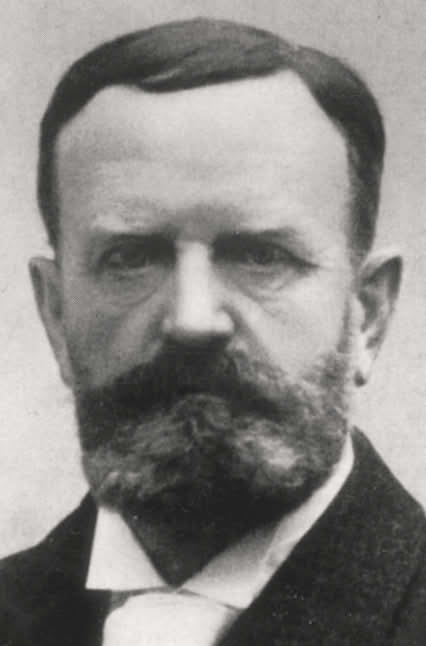
Christian August Anker (1840–1912)

Christian August Anker (* 9. August 1840 im Gutshof Rød in Berg, heute Halden; † 30. September 1912 im Gutshof Refne in Berg) war ein norwegischer Geschäftsmann und Pionier der Holzverarbeitung und des industriellen Bergbaus. Er gründete zahlreiche Unternehmen, für die Produktion von Zellstoff, den Abbau und die Verarbeitung von Marmor, Minen für Eisenerz in Varanger bzw. für Kohle auf Spitzbergen. Er war ein Redner für die konservative Høyre-Partei und einige Jahre Bürgermeister seiner Heimatstadt. Christian August Anker war eine große Unternehmerpersönlichkeit im Sinne von Joseph Schumpeter, der durch wagemutiges Handeln technische Innovationen durchsetzt, wirkungsvoll investiert und neue Absatzmärkte erschließt.

## Familie

### Eltern und Geschwister
Christian August Anker ist ein Spross der bekannten norwegischen Familie Anker (ursprünglich Ancher) mit schwedischem Ursprung, die 1668 in Kristiania (Oslo) Fuß fasste. Er war der jüngste Sohn des Gutsbesitzers und Parlamentsabgeordneten Peter Martin Anker (1801–1863) und dessen zweiter Frau Cathrine („Thrine“) Olava Nicoline Gløersen (1814–1902).
Christian und seine sieben Geschwister wuchsen auf dem Rød herregård auf, einem um 1720 errichteten Herrenhaus (heute Museum). Der älteste Bruder Nils Anker (* 1836) folgte dem Vater im Besitz des Gutshofes und des Parlamentssitzes nach. Die Schwester Diderikke Annette (* 1838) heiratete einen Gutsbesitzer und wurde als Dikka Møller die Pionierin der Friedensarbeit der norwegischen Frauen. Bruder Herman Anker (* 1839) gründete 1864 in Vang (heute Hamar) die erste Volkshochschule Norwegens, die Sagatun Folkehøyskole.

### Ehefrauen und Kinder
Christian August Anker war dreimal verheiratet und hatte neun Kinder. Am 11. Juli 1866 heiratete er Annette Vilhelmine Krebs (* 9. März 1846; † 30. Mai 1867), die Tochter des Sorenskriver Christian August Krebs (1808–1892) und der Henriette Elisabeth Scheel (1810–1890). Die junge Ehefrau verstarb zwei Wochen nach der Geburt einer – ebenfalls Annette genannten – Tochter (* 15. Mai 1867; † 21. Januar 1883).
Am 28. September 1868 ehelichte Christian Anker die Christine Charlotte Friis (* 2. März 1848; † 4. Februar 1899), die Tochter des Grundbesitzers Johan Sebastian Cammermeyer Friis und der Gunhilde Olsen. Dieser Ehe entsprangen drei Kinder, Johan August (* 26. Juni 1871), Borghild (* 11. August 1876) und Gunhild (* 15. August 1878). Johan Anker wurde Ingenieur und ein bekannter Schiffsbauer und Sportsegler; er war in zweiter Ehe mit Nini Roll Anker verheiratet. Borghild Anker bekleidete als Oberhofmeisterin eine der höchsten Stellen im Königlichen Palast.
Als Christine nach dreißigjähriger Ehe starb, wollte der 60-jährige Witwer nicht lange alleine bleiben. Am 19. Dezember 1900 heiratete er sein Dienstmädchen, die erst 24-jährige Hansine Oleane Gundersen (* 22. September 1876; † 8. Juli 1958), die Tochter des Bauern Gunder Gundersen und der Hedda Mørck. Der Gutshof Refne füllte sich rasch wieder mit einer Schar Kinder: Jan August (* 1. Februar 1901), Thrine Annette (* 10. September 1903), Bothvid (* 7. November 1905), Karen Elise (* 12. Juni 1907) und Olof (* 28. November 1910).

## Namensgleiche Verwandte

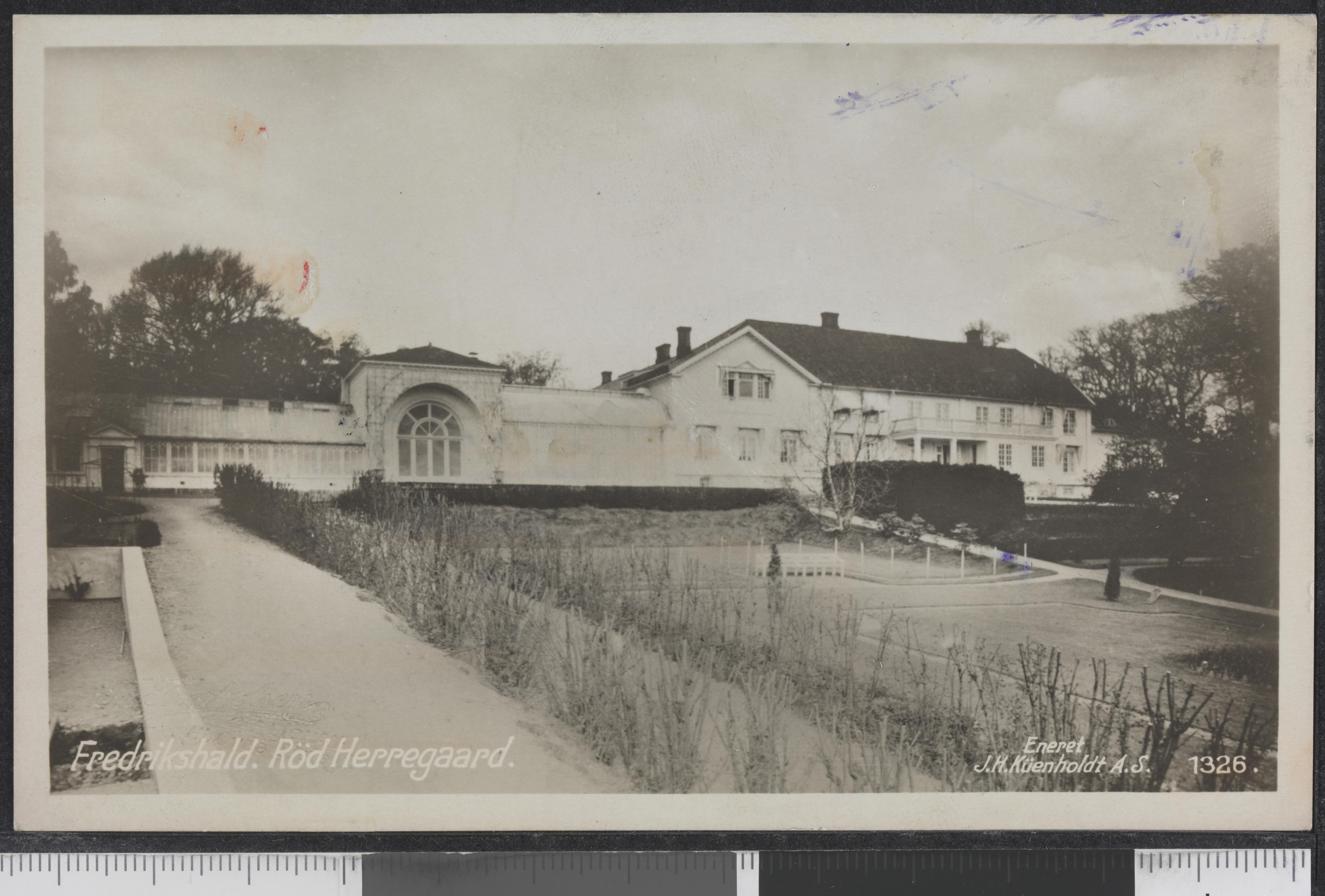
Rød herregård, Halden, 1920. Von links: Gewächshaus, Gartenstube, Wintergarten, Hauptgebäude. Hier wuchsen Christian August und seine Geschwister auf.

### Christian August Anker (1896–1982)
Der gleichnamige Enkel, Sohn von Johan Anker und Julie Jacobsen, studierte an der ETH Zürich und an der EM Lyon Business School Lyon und war ab 1924 in der Holz- und Papierindustrie tätig. Er war Forschungsingenieur und später Vorstandsmitglied im Papir- og fiberinstituttet AS (PFI) und seit 1934 CEO der Zellstofffabrik in Risør (Risør Træmassefabrikker A/S). 1937–1942 war er Vorstandsmitglied des Norges Industriforbund, eines Vorgängers des heutigen Arbeitgeberverbands Næringslivets Hovedorganisasjon.

### Christian August Anker (* 1869)
Der Sohn von Morton Ulrik Anker (* 1838) und der Louise Marie Wessel-Berg (* 1841) und Enkel von Bernt Olaus Anker (1809–1881) war Ingenieur und Lehrer an der Technischen Abendschule in Kristiania. Ein Foto aus dem Oslo Museum zeigt ihn mit Ehefrau Louise Marie Lykke (* 1873) und den Kindern Margit (* 1896), Bernt (* 1898), Per (* 1900) und Morten Ulrik (* 1904). Dieser Christian August Anker ist kein Deszendent von Jan Ancher (1687–1750), sondern entstammt der von Christian Ancher (1711–1765) begründeten sogenannten „Linie II“.

## Leben und Werk

### Familienerbe
Christian August Ankers Vorfahren hatten seit der Mitte des 18. Jahrhunderts mit Waldbesitz und Holzhandel in und um Fredrikshald ein beträchtliches Vermögen erwirtschaftet. Sein Vater Peter Martin Anker war in seiner ersten Ehe mit Petronelle Didrikke Cathrine Tank (1806–1833) verheiratet gewesen, einer Tochter des Ministers Carsten Tank († 1832). Als der Schwiegervater zahlungsunfähig wurde, übergab er dem Schwiegersohn Hof und Landbesitz von Rød herregård, das danach bis 1961 im Familienbesitz der Familie Anker blieb (und seitdem durch eine Stiftung verwaltet wird).
Christian August wurde zusammen mit seinem ältesten Bruder Nils 1857–1862 an den Polytechnischen Hochschulen in Hannover und Zürich zum Ingenieur ausgebildet. Nach dem Tod des Vaters 1863 übernahmen die Brüder „den beträchtlichen Besitz des Anwesens an Wäldern, Sägewerken usw.“ „entlang des Fredrikshald-Wasserlaufs“ und führten unter der Firma P. Anker einen Holzhandel. Die Firma wurde im Jahre 1900 aufgelöst, nachdem Nils Anker bereits 1893 verstorben war.

### Zellstoff und Holzschliff
1867 gründete Christian August Anker mit Beteiligung von Nils in Hafslund die Ankers Træsliberi & Papirfabrik, eine der ersten Zellstofffabriken Norwegens. Die in Fredrikshald produzierte Cellulose wurde nach Großbritannien exportiert. „Das Engagement der Gebrüder Anker für die Vermarktung von Zellstoff auf dem britischen Markt gilt als Beispiel dafür, dass dieser für das Land so wichtige Industriezweig nicht durch die Nachfrage aus dem Ausland ins Rollen kam, sondern durch die Bereitschaft, neue Wege zu gehen und viele Schwierigkeiten zu überwinden.“
In den Jahren ab 1873 kaufte Christian August Anker eine Reihe von Grundstücken und Nutzungsrechten in Hønefoss und modernisierte dort die Holzverarbeitung und den Mühlenbetrieb. 1881 wurde in Skoningsfoss eine Holzschleiferei, die erste Norwegens, in Betrieb genommen. Hønefos Brug wurde 1893 an das britische Unternehmen Edward Lloyd Ltd. verkauft.

### Marmor

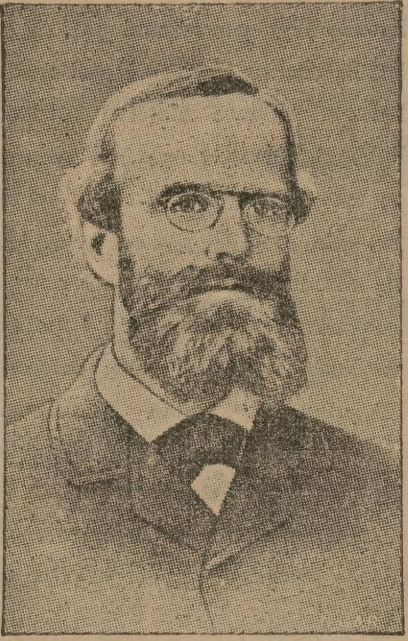
Christian August Anker

„Anker spielte eine wichtige Rolle in der frühen Phase des industriellen Bergbaus in Norwegen.“ Zunächst engagierte er sich in der Marmorindustrie. Die Marmorvorkommen in Fauske im Nordland waren schon länger bekannt, aber größtenteils unerschlossen. Anker kaufte sich ab 1884 hier und in anderen norwegischen Lagerstätten ein. Zur Verarbeitung des Rohmaterials errichtete er 1886 in Fredrikshald eine Schleiferei. 1895 brachte er sein Marmorgeschäft in die Gesellschaft Den Ankerske Marmorforretning ein, wobei ein Teil des Aktienkapitals von 1,5 Millionen Kronen von Den Danske Landmandsbank (heute Danske Bank) beigesteuert wurde. Verarbeitet wurde der Marmor sowohl in Fauske als auch in Dänemark. Das Ankersche Marmorgeschäft war 2025 noch immer aktiv.

### Eisenerz
Im Jahre 1902 entdeckten Ankers Schürfer große Eisenerzvorkommen in Sør-Varanger (Finnmark), auf und südlich der Halbinsel Pasvik, „die die Grundlage für eine der wichtigsten Minen aller Zeiten in Norwegen bildeten.“ Nach langen Verhandlungen mit dem Staat über den Landerwerb, die Lizenzgebühren und Betriebsgenehmigungen wurde erst 1905 ein Vertrag unterzeichnet. Das Unternehmen konnte durch inländisches Kapital nicht ausreichend finanziert werden, doch Anker fand Kapitalgeber vor allem in Schweden und im Deutschen Reich.
1906 wurde zum Betrieb der Ankerske jernmalmfelter (Ankersche Eisenerzfelder) die Aktiengesellschaft A/S Sydvaranger gegründet. Das ursprüngliche Kapital von 5 Millionen Kronen wurde 1912 auf 15 Millionen erhöht, und in gleicher Höhe wurden Anleihen aufgenommen. 1915 wurden bereits 650.000 Tonnen Erz verschifft, und zwar von der Hafenstadt Kirkenes aus, die mit den Abbaugebieten durch eine eigene Eisenbahn verbunden ist. Bergwerk und Eisenbahnlinie wurden bis 2015 betrieben.

### Kohle
1908, im Alter von 68 Jahren, beteiligte Christian August Anker sich zum letzten Mal an einem wagemutigen Bergwerksunternehmen, an der Erschließung der Kohlevorkommen in Spitzbergen. Er gründete die Green Harbour Coal Company, um die Lagerstätten am Grønfjorden und am Kongsfjorden auszubeuten. In den Folgejahren finanzierte Anker mehrfach Expeditionen, um weitere Lagerstätten zu entdecken und die Rechte daran zu erwerben. Nach seinem Tod wurden die Schürfrechte 1916 an zwei neu gegründete Unternehmen, Kings Bay Kull Company A/S bzw. Store Norske Spitsbergen Kulkompani A/S, verkauft.

### Lokale Wirtschaft und Politik

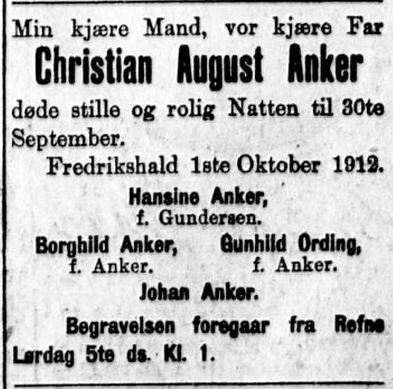
Todesanzeige

Christian August Anker war auch in seiner engeren Heimat sehr aktiv, wie das Morgenbladet anlässlich seines Ablebens betonte: „In Fredrikshald nahm Anker regen Anteil an der kommunalen und sozialen Arbeit vielerlei Art. Überall stand er mit Rat und Tat zur Seite, und man kann ihn getrost als einen der beliebtesten Männer seiner Stadt bezeichnen.“
Er beteiligte sich an der Gründung und dem Betrieb von Fredrikshalds mejeribolag (Fredrikshalds Molkerei) und Haldens tændstikfabrik (Haldens Streichholzfabrik). Einige Jahre lang war er Vorstandsmitglied im Saugbrugsforeningen (Sägewerksverband), und er betätigte sich auch als Reeder. Anker nahm an der Kommunalpolitik teil und amtierte 1878–1881 als Bürgermeister von Berg.
In den politisch unruhigen 1880er Jahren trat er für die konservative Høyre-Partei „als streitbarer Redner auf“ und „war der führende Mann der Partei im Smålenenes Amt.“ Aftenposten erinnerte im Nachruf auf Christian August Anker an die Reihe von „ausgezeichneten Beiträgen zu nationalen Fragen, Politik usw.“, die er im Laufe der Jahre in dieser Zeitung veröffentlicht hatte. Z. B. stellte er sich zu Beginn des Burenkriegs „vorbehaltlos auf die Seite Englands, […] eine Englandfreundlichkeit, die in diesem Land während des Krieges relativ selten war.“
„Sein unbestimmtes, weitreichendes Interesse an der Gesellschaft manifestierte sich in vielen Richtungen, wie zum Beispiel sein eifriger Einsatz für die Bergenbahn, als die Idee einer solchen Bahn aufkam. Anker wird zu den Vätern der Bergenbahn gezählt.“

### Nachruf

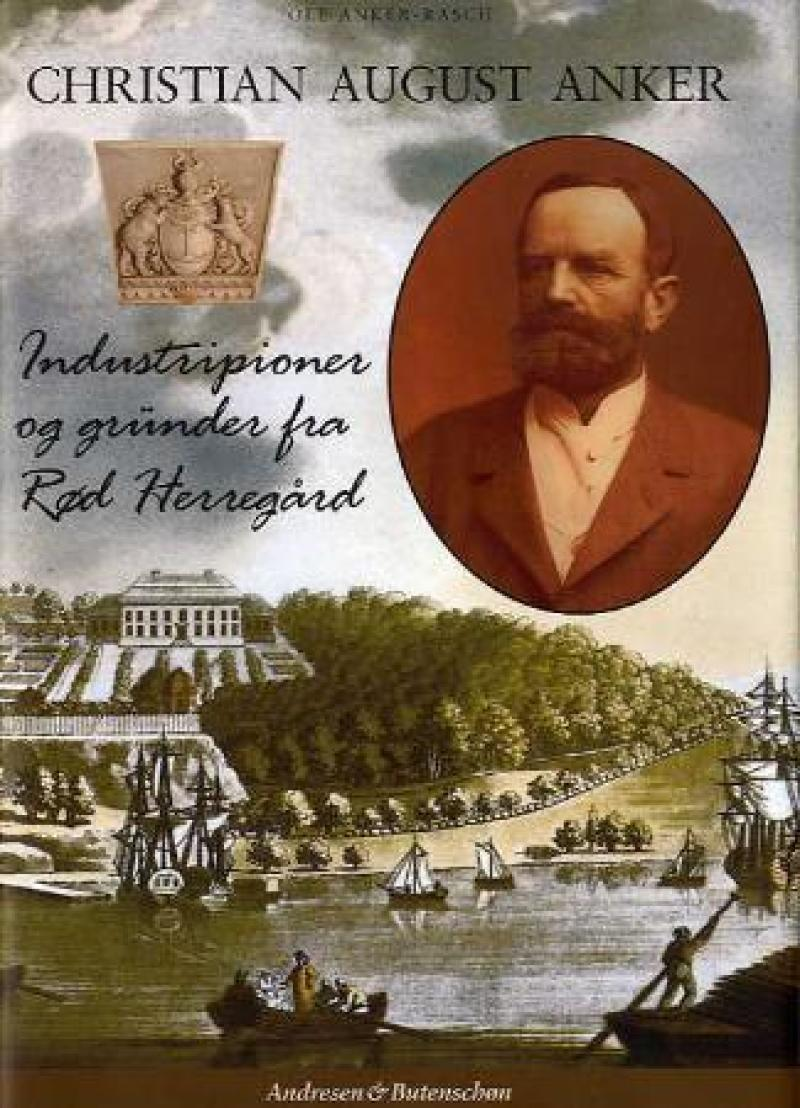
Ole Anker-Rasch: Christian August Anker. Industripioner og gründer fra Rød herregård. Oslo 2006

Nachdem der väterliche Rød herregård in den Besitz des älteren Bruders Nils Anker übergegangen war, erbaute Christian August sein eigenes Haus auf einem nahegelegenen Grundstück. Hier, auf Gut Refne – manchmal auch Remmen genannt  – starb er „nach langer Krankheit“ am 30. September 1912 um 04:45 Uhr. Er wurde am 5. Oktober um 13:00 Uhr begraben. Die Meldung vom Tod „eines der fähigsten und prominentesten Männer Norwegens“ erschien auch im Decorah-posten, der von Decorah (Iowa) aus die norwegischen Auswanderer in den USA mit Nachrichten aus der Heimat versorgte.
Christian August Anker erfüllte voll und ganz das Schumpetersche Ideal eines Unternehmers, der durch Kreativität, Wagemut und Ausdauer die wirtschaftliche Entwicklung auch des gesamten Landes vorantreibt. Er handelte strategisch – jenseits der geschäftlichen Routine – unter Ungewissheit, im Gegensatz zu den rationalen Akteuren, auf die die Wirtschaftstheorie fixiert ist. „Die Motivation geht über das traditionelle Streben nach maximalem Gewinn hinaus und beruht auf der Freude, eine Führungsrolle zu übernehmen und erfolgreich zu sein. […] Christian August Anker war ein solcher vorausschauender Pionier mit einer starken Bereitschaft, in unsichere Unternehmungen zu investieren und groß und strategisch zu denken.“
2006 erschien seine, vom Urenkel Ole Anker-Rasch verfasste, Biografie.

## Ehrungen
- Ritter 1. Klasse des Königlich Norwegischen Sankt-Olav-Ordens, 1890, „für gemeinnützige Wirksamkeit.“[29]
- Kommandeur (2. Klasse) des Königlich Norwegischen Sankt-Olav-Ordens, 1895, „für gemeinnützige Wirksamkeit.“[30]